# Phidippus
Phidippus es un género de arañas araneomorfas de la familia Salticidae.
Son de gran tamaño. Se caracterizan por sus brillantes, iridescentes quelíceros verdes. Son originarias de América, la mayoría de Norteamérica; dos especies han sido introducidas en el sur de Asia.

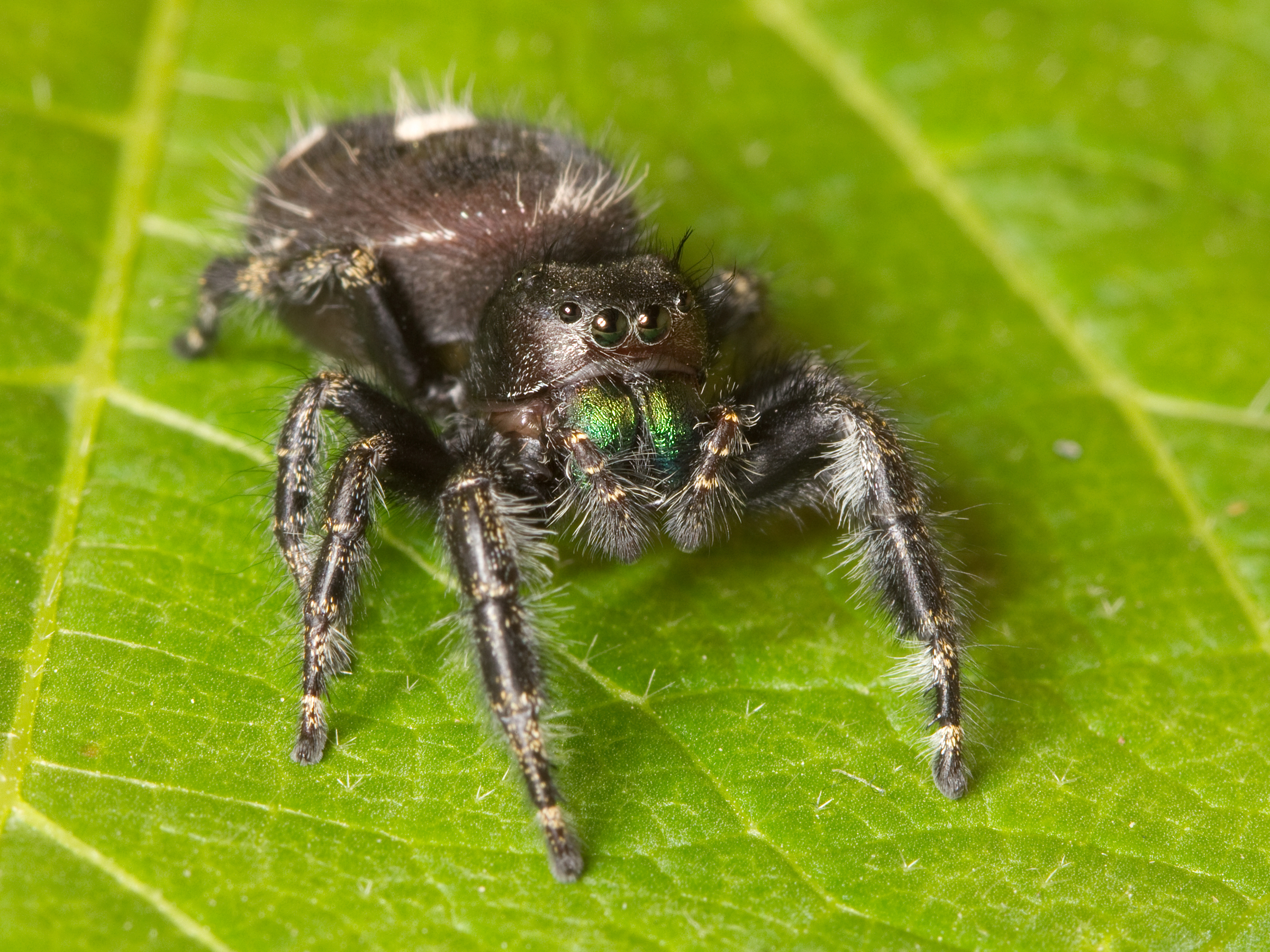
Phidippus audax
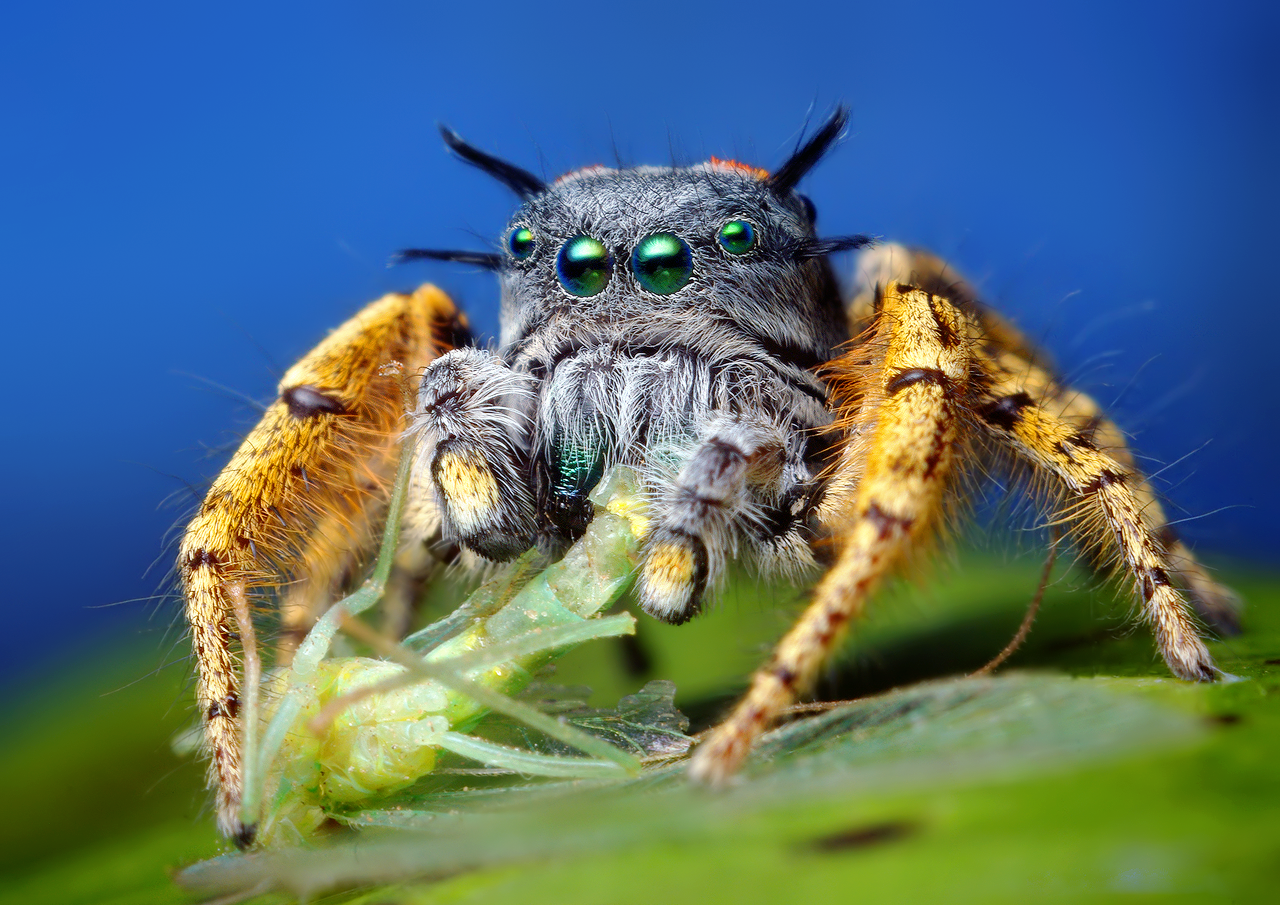
Phidippus mystaceus
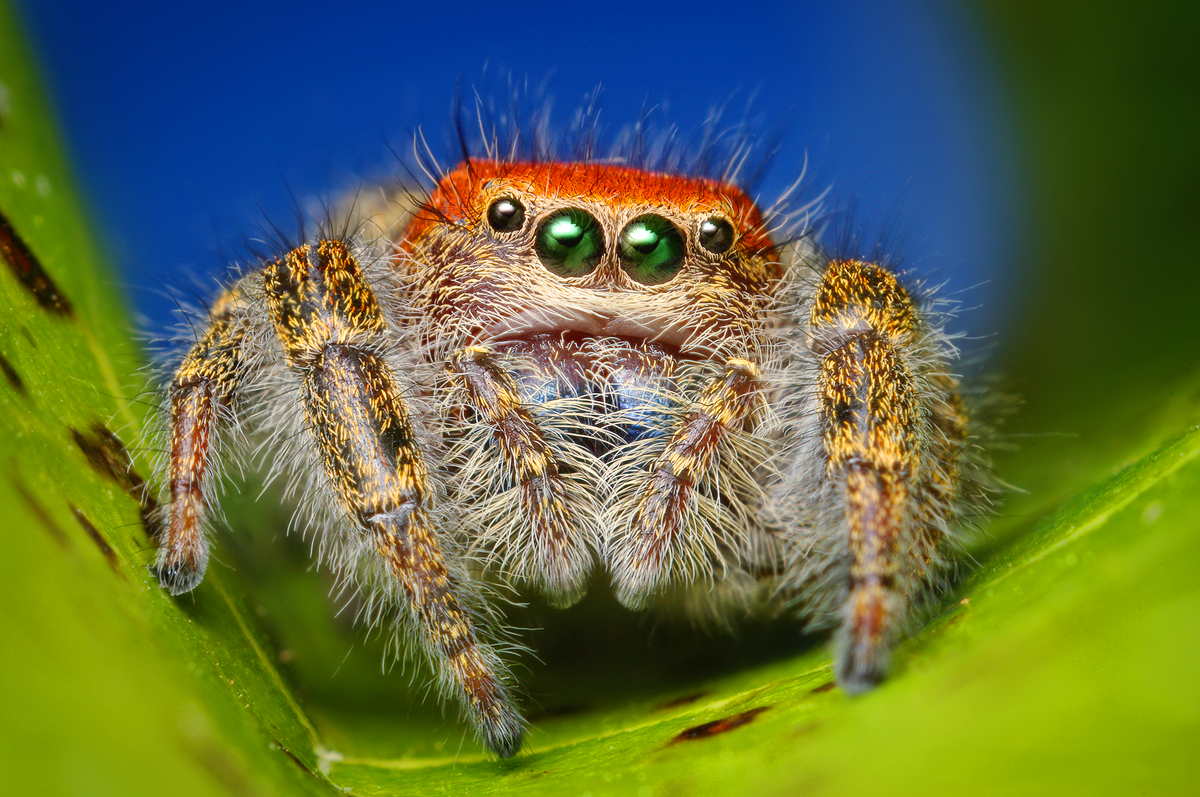
Phidippus cardinalis
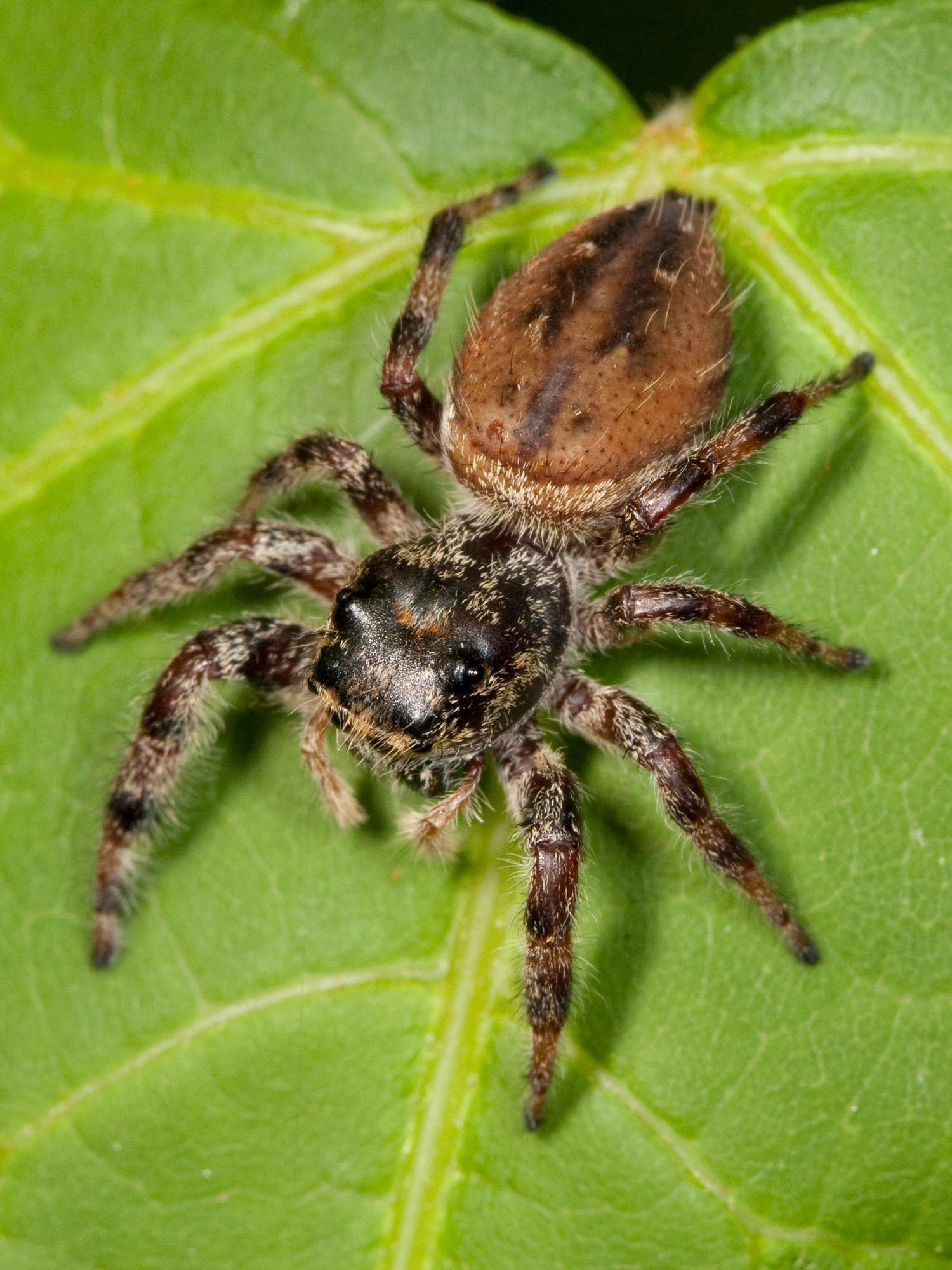
Phidippus clarus
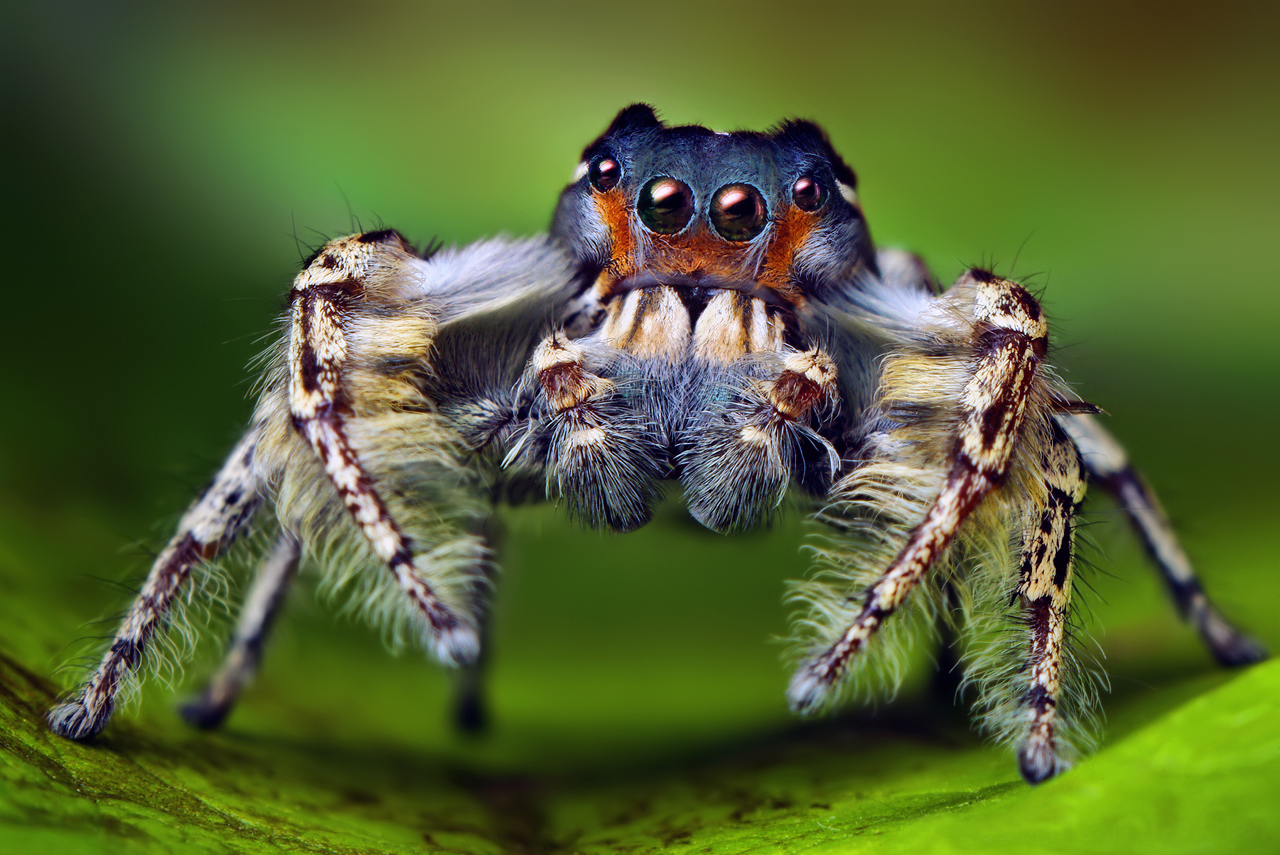
Phidippus putnami

## Lista de especies
Según The World Spider Catalog hay aproximadamente 80 especiesː
- Phidippus adonis Edwards, 2004
- Phidippus adumbratus Gertsch, 1934
- Phidippus aeneidens Taczanowski, 1878
- Phidippus albocinctus Caporiacco, 1947
- Phidippus albulatus F. O. Pickard-Cambridge, 1901
- Phidippus amans Edwards, 2004
- Phidippus apacheanus Chamberlin & Gertsch, 1929
- Phidippus ardens Peckham & Peckham, 1901
- Phidippus arizonensis (Peckham & Peckham, 1883)
- Phidippus asotus Chamberlin & Ivie, 1933
- Phidippus audax (Hentz, 1845)
- Phidippus aureus Edwards, 2004
- Phidippus bengalensis Tikader, 1977
- Phidippus bhimrakshiti Gajbe, 2004
- Phidippus bidentatus F. O. Pickard-Cambridge, 1901
- Phidippus birabeni Mello-Leitão, 1944
- Phidippus boei Edwards, 2004
- Phidippus borealis Banks, 1895
- Phidippus calcuttaensis Biswas, 1984
- Phidippus californicus Peckham & Peckham, 1901
- Phidippus cardinalis (Hentz, 1845)
- Phidippus carneus Peckham & Peckham, 1896
- Phidippus carolinensis Peckham & Peckham, 1909
- Phidippus cerberus Edwards, 2004
- Phidippus clarus Keyserling, 1885
- Phidippus comatus Peckham & Peckham, 1901
- Phidippus concinnus Gertsch, 1934
- Phidippus cruentus F. O. Pickard-Cambridge, 1901
- Phidippus cryptus Edwards, 2004
- Phidippus dianthus Edwards, 2004
- Phidippus exlineae Caporiacco, 1955
- Phidippus felinus Edwards, 2004
- Phidippus georgii Peckham & Peckham, 1896
- Phidippus guianensis Caporiacco, 1947
- Phidippus hingstoni Mello-Leitão, 1948
- Phidippus insignarius C. L. Koch, 1846
- Phidippus johnsoni (Peckham & Peckham, 1883)
- Phidippus kastoni Edwards, 2004
- Phidippus khandalaensis Tikader, 1977
- Phidippus lynceus Edwards, 2004
- Phidippus maddisoni Edwards, 2004
- Phidippus majumderi Biswas, 1999
- Phidippus mimicus Edwards, 2004
- Phidippus morpheus Edwards, 2004
- Phidippus mystaceus (Hentz, 1846)
- Phidippus nikites Chamberlin & Ivie, 1935
- Phidippus octopunctatus (Peckham & Peckham, 1883)
- Phidippus olympus Edwards, 2004
- Phidippus otiosus (Hentz, 1846)
- Phidippus pacosauritus Edwards, 2020
- Phidippus phoenix Edwards, 2004
- Phidippus pius Scheffer, 1905
- Phidippus pompatus Edwards, 2004
- Phidippus princeps (Peckham & Peckham, 1883)
  - Phidippus princeps pulcherrimus Keyserling, 1885
- Phidippus pruinosus Peckham & Peckham, 1909
- Phidippus punjabensis Tikader, 1974
- Phidippus purpuratus Keyserling, 1885
- Phidippus putnami (Peckham & Peckham, 1883)
- Phidippus regius C. L. Koch, 1846
- Phidippus richmani Edwards, 2004
- Phidippus tenuis (Kraus, 1955)
- Phidippus texanus Banks, 1906
- Phidippus tigris Edwards, 2004
- Phidippus tirapensis Biswas & Biswas, 2006
- Phidippus toro Edwards, 1978
- Phidippus tux Pinter, 1970
- Phidippus tyrannus Edwards, 2004
- Phidippus tyrrelli Peckham & Peckham, 1901
- Phidippus ursulus Edwards, 2004
- Phidippus venus Edwards, 2004
- Phidippus vexans Edwards, 2004
- Phidippus whitmani Peckham & Peckham, 1909
- Phidippus workmani Peckham & Peckham, 1901
- Phidippus yashodharae Tikader, 1977
- Phidippus zebrinus Mello-Leitão, 1945
- Phidippus zethus Edwards, 2004
- †Phidippus impressus C. L. Koch & Berendt, 1854
- †Phidippus pusillus C. L. Koch & Berendt, 1854